# Жак, Марчела
Марчела Молдован (рум. Marcela Moldovan, род. 3 июня 1956), в замужестве взявшая фамилию Жак (венг. Zsak) — румынская фехтовальщица-рапиристка, призёрка чемпионатов мира и Олимпийских игр. Заслуженный мастер спорта Румынии (1984).

## Биография
Родилась в 1956 году в Сату-Маре, фехтованием стала заниматься с 12 лет.
В 1976 году приняла участие в Олимпийских играх в Монреале, но наград не завоевала. В 1977 году стала чемпионкой Румынии и обладательницей бронзовой медали чемпионата мира в составе команды. В 1978 году вновь стала обладательницей бронзовой медали чемпионата мира в составе команды. В 1980 году приняла участие в Олимпийских играх в Москве, но наград не завоевала. В 1982 и 1983 годах вновь становилась чемпионкой Румынии. В 1984 году приняла участие в Олимпийских играх в Лос-Анджелесе, где стала обладательницей серебряной медали в составе команды.